# Phyllis Lambert
Phyllis Lambert, CC (* 24. Januar 1927 in Montreal, Québec, Kanada) ist eine kanadische Architektin, Planerin und Philanthropin.

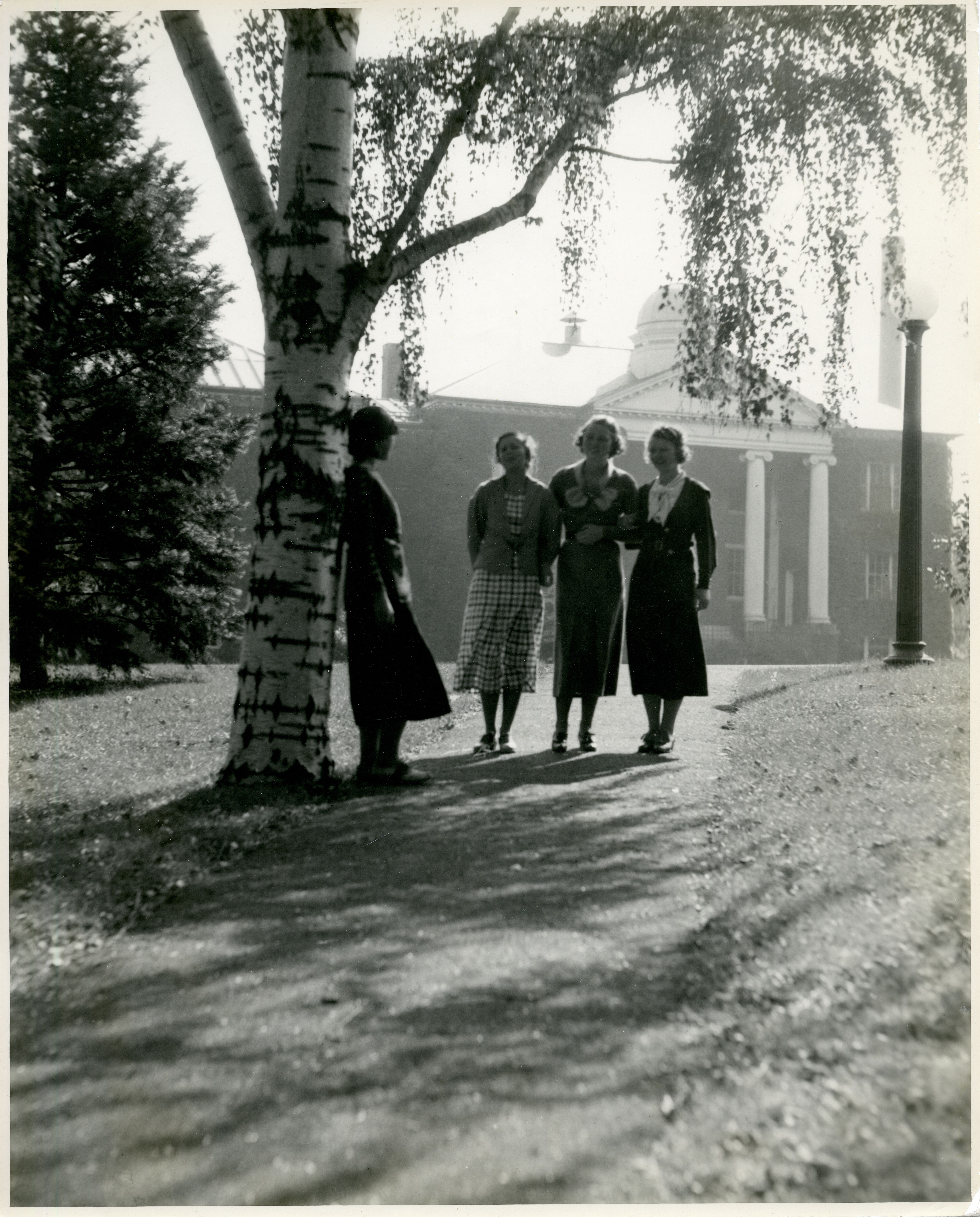
Virginia Priest, Virginia Holden, Phyllis Lambert, Ruth Pratt auf dem Campus der Abbot Academy

## Leben
Lambert ist das zweite Kind des jüdischen Industriellen Samuel Bronfman. Sie besuchte die Privatschule The Study in Westmount, Québec und machte 1948 einen Bachelor-of-Arts-Abschluss am Vassar College. 1949 ging sie nach Frankreich und heiratete dort den Freiherrn Jean Lambert aus der Familie Rothschild. Das Paar ließ sich 1954 scheiden.
Im selben Jahr ging Lambert nach New York City, nachdem sie sich in Paris als Bildhauerin betätigt hatte. In New York City befasste sie sich ohne Vorkenntnisse mit Architektur und Bauplanung. 1963 schloss sie ihre Studien am Illinois Institute of Technology in Chicago, Illinois ab.

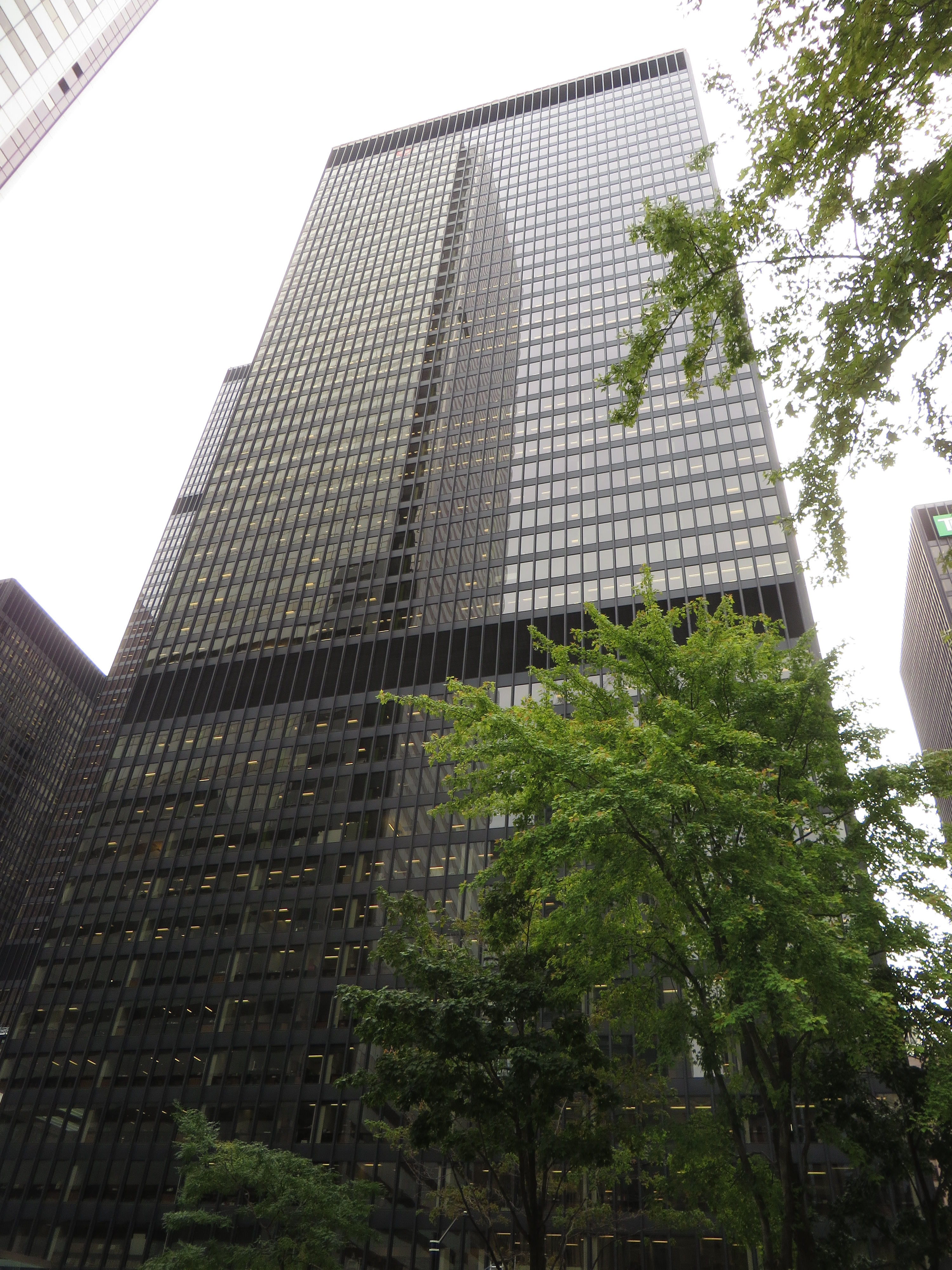
Toronto Dominion Tower

## Werke
In den 1950er Jahren entwarf Lambert das Saidye Bronfmann Centre in Montreal, das heutige Segal Centre for Performing Arts. Bei der Planung des 1958 fertiggestellten Seagram Building in Manhattan sorgte sie dafür, dass Ludwig Mies van der Rohe der Chefarchitekt wurde. Zusammen mit diesem entwarf sie in der Folgezeit das Toronto-Dominion Centre.
Für die Ausstattung des Restaurants Four Seasons im Erdgeschoss des Seagram Building erwarb Lambert 1957 einen sechs mal sechs Meter großen Bühnenvorhang Le Tricorne mit der Darstellung eines Stierkampfs. Dieser war 1919 neben anderen Ausstattungsteilen und Kostümen von Pablo Picasso für die Pariser Uraufführung des gleichnamigen Balletts von Manuel de Falla durch Sergej Djaghilew geschaffen worden. 2014 wurde bekannt, dass der Eigentümer des Seagram Building den Vorhang durch andere Kunstwerke ersetzen will und ihn dem Museum der New-York Historical Society am West Central Park überlassen wird.
Bei der Wiederherstellung der Biltmore Hotel in Los Angeles durch den Architekten Gene Summers war sie als Projektentwicklerin tätig.

## Engagement für die Allgemeinheit
Lambert wurde durch ihre Mitarbeit in verschiedenen lokalen Vereinigungen zu einer prominenten Vertreterin zum Schutz von älteren Gebäuden oder auch Stadtbezirken in ihrer Heimatstadt. Sie nahm sogar an einer Protestaktion gegen den Projektentwickler Cadillac Fairview teil, dessen Aufsichtsrat sie angehörte.
Das Canadian Centre for Architecture, ein Museum und Forschungszentrum im Shaughnessy Village vor den Toren Montreals, wurde von Lambert gegründet und großzügig finanziell ausgestattet. Gleichzeitig engagierte sie sich in einer dringend notwendigen Revitalisierungskampagne für die Gemeinde Shaughnessy Village.

## Ehrungen und Auszeichnungen
- 1990: Ehrendoktor für Architektur des Pratt Institute, Brooklyn, New York City, USA
- 1992: Offizier des französischen Ordre des Arts et des Lettres
- 1995: Aufnahme in die American Academy of Arts and Sciences
- 2001: Companion des Order of Canada
- 2005: Großoffizier des Ordre national du Québec
- 2006: VII. Vincent Scully Prize des National Building Museum in Washington, D.C.
- 2014: Golden Lion der Architekturbiennale Venedig durch Rem Koolhaas, zu deutsch: Goldener Löwe der Architekturbiennale Venedig 2014[2]
- 2016: Wolf-Preis für Kunst (Architektur)[3]
- 2023: Ada-Louise-Huxtable-Preis[4]

Lambert ist Fellow des Royal Architectural Institute of Canada und Fellow der Royal Society of Canada.

## Sonstiges
Der Maler R. B. Kitaj malte 1997/1998 ein 105 × 105 cm großes Gemälde von Lambert mit dem Titel mit dem Titel The Modernist (P. L.), das sich noch heute im Besitz der Porträtierten befindet.

## Veröffentlichungen
- Herausgeberin und Einleitung zu: Johan Bellaert: Fortification and the Synagogue: The Fortress of Babylon and the Ben Ezra Synagogue, Cairo. Weidenfeld & Nicolson, London 1994, ISBN 0-297-83339-9.
- The Architecture of Kuwabara, Payne, McKenna, Blumberg. Birkhäuser Verlag, Basel/Berlin/Boston 2004, ISBN 3-7643-6224-3.
- Building Seagram. Yale University Press, New Haven, Connecticut 2013, ISBN 978-0-300-16767-2.